# Jelena Brooks
Jelena Milovanović, después conocida como Jelena Brooks  (nacida el 28 de abril de 1989 en Kragujevac, Serbia) es una jugadora de baloncesto serbia. Con 1.90 metros de estatura, juega en la posición de ala-pívot.